# Jesse Van Zant
Jesse Van Zant (Jesse Hamilton Van Zant; * 8. Januar 1923; † 23. April 1998) war ein US-amerikanischer Langstreckenläufer, der sich auf den Marathon spezialisiert hatte.
1948 wurde er mit seiner persönlichen Bestzeit von 2:36:53 h Dritter beim Boston-Marathon. 1948 wurde er Achter und 1950 Zweiter beim Yonkers-Marathon.
1951 wurde er bei den Panamerikanischen Spielen in Buenos Aires Vierter über 10.000 m. In Yonkers siegte er in 2:37:13 und wurde damit US-Meister, in Boston wurde er Zehnter. Im Jahr darauf wurde er Achter in Yonkers.
Im Straßenlauf wurde er 1949 US-Meister über 30 km und 1950 über 20 km sowie 25 km. Viermal siegte er beim Rennen Bay to Breakers (1953–1955, 1957).